# Garabed Pashayan Khan
Garabed Pashayan (en arménien Կարապետ Փաշաեան), né en 1864 à Constantinople et mort exécuté en 1915 à Ayash (act. Turquie), est un médecin, écrivain et homme politique arménien.

## Biographie
Né en 1864 à Constantinople, il fait ses études à l’école de médecine de Constantinople dont il sort en 1888. Il travaille ensuite en tant médecin dans les provinces de Balu et de Malatia.
En 1890, il est arrêté par les autorités ottomanes pour avoir soutenu des groupes de fédaïs arméniens et est condamné à mort. Il est toutefois libéré après l'intervention de la famille du consul britannique.
En 1895, il s'installe en Iran et devient le médecin du shah persan. Reconnu pour son travail, il reçoit le titre de khan.
En 1903-1906, Pashayan vit à Alexandrie, en Égypte, où il fonde une école arménienne et une imprimerie.
En 1908, après la révolution des Jeunes-Turcs, il retourne à Constantinople et est élu membre du parlement ottoman. En 1915, il est arrêté lors de la rafle des intellectuels arméniens et est déporté à Ayash, où il est torturé et exécuté avec une trentaine d'autres Arméniens.
Pashayan est l'auteur d'écrits littéraires et scientifiques (Les Amis du peuple, 1909).